# Lee Thompson Young
Lee Thompson Young (Columbia, 1º febbraio 1984 – Los Angeles, 19 agosto 2013) è stato un attore statunitense.

## Biografia
Nato nella Carolina del Sud, figlio di Velma Love e Tommy Scott Young, si è laureato in arti cinematografiche alla University of Southern California; inizia ad avere le prime esperienze recitative attorno ai dieci anni, partecipando a recite scolastiche. Nonostante la giovane età, la sua passione per la recitazione lo spinge fino a New York, dove debutta nella parte da protagonista nella serie televisiva targata Disney Channel Il famoso Jett Jackson, recitandovi dal 1998 al 2001. Nel 1999 partecipa al film Disney per la televisione Johnny Tsunami - Un surfista sulla neve. Dopo la fine de Il famoso Jett Jackson partecipa ad un film tratto dalla serie e continua la sua carriera, alternando lavori televisivi a lavori cinematografici.
Partecipa ad alcuni episodi delle serie televisive The Guardian e South Beach, per il cinema recita nei film Friday Night Lights (2004) e Una parola per un sogno (2006). Nel 2007 fa parte del cast dell'horror Le colline hanno gli occhi 2, nello stesso anno debutta alla regia, dirigendo ed interpretando un cortometraggio intitolato Mano. La sua carriera prosegue con alcune apparizioni nella serie televisiva Scrubs - Medici ai primi ferri e con il ruolo ricorrente dell'agente Al Gough nella serie targata ABC FlashForward. Nel 2010 entra a far parte del cast principale della serie televisiva poliziesca Rizzoli & Isles nel ruolo di Barry Frost.

### Morte
Il 19 agosto 2013 il suo corpo viene trovato privo di vita nella sua dimora con una ferita d'arma da fuoco. Il suo manager ha confermato che l'attore si è tolto la vita.
ll rapporto del medico ha concluso che l'attore soffriva di disturbo bipolare e depressione, e che aveva assunto dei medicinali come Lithium e flaconi di Quetiapine Fumarate, che sono stati trovati nel suo appartamento a Los Angeles dopo la sua morte.

## Filmografia

### Attore

#### Cinema
- Friday Night Lights, regia di Peter Berg e Josh Pate (2004)
- Una parola per un sogno (Akeelah and the Bee), regia di Doug Atchison (2006)
- Le colline hanno gli occhi 2 (The Hills Have Eyes II), regia di Martin Weisz (2007)
- Mano, regia di Lee Thompson Young - cortometraggio (2007)
- Bastard, regia di Kirsten Dunst - cortometraggio (2010)
- Just an American, regia di Fred Ashman (2012)

#### Televisione
- Il famoso Jett Jackson (The Famous Jett Jackson) - serie TV, 67 episodi (1998-2001)
- Johnny Tsunami - Un surfista sulla neve (Johnny Tsunami), regia di Steve Boyum - film TV (1999)
- Jett Jackson: The Movie, regia di Shawn Levy - film TV (2001)
- Philly - serie TV, episodio 1x17 (2002)
- The Guardian - serie TV, 4 episodi (2002)
- Jake 2.0 - serie TV, episodio 1x11 (2003)
- Redemption - La pace del guerriero (Redemption: The Stan Tookie Williams Story), regia di Vondie Curtis-Hall - film TV (2004)
- Kevin Hill - serie TV, episodio 1x12 (2005)
- South Beach - serie TV, 5 episodi (2006)
- Smallville - serie TV, episodi 5x15-6x11-9x22 (2006-2010)
- Five Year Plan, regia di Gail Mancuso - film TV (2008)
- Terminator: The Sarah Connor Chronicles - serie TV, episodio 1x04 (2008)
- Scrubs - Medici ai primi ferri (Scrubs) - serie TV, episodi 8x12-8x13-8x17 (2009)
- Lincoln Heights - Ritorno a casa (Lincoln Heights) - serie TV, episodio 4x08 (2009)
- FlashForward - serie TV, 8 episodi (2009-2010)
- La strana coppia (The Good Guys) - serie TV, episodio 1x06 (2010)
- The Event - serie TV, episodi 1x11-1x12 (2011)
- CSI: NY - serie TV, episodio 8x17 (2012)
- Rizzoli & Isles - serie TV, 56 episodi (2010-2013)

### Doppiatore
- La famiglia Proud (The Proud Family) - serie animata, episodio 3x09 (2004)
- Xiaolin Showdown - serie animata, episodi 1x09-2x23 (2004-2005)

## Doppiatori italiani
Nelle versioni in italiano delle opere in cui ha recitato, Lee Thompson Young è stato doppiato da:
- Paolo Vivio in Il famoso Jett Jackson, Jett Jackson: The Movie, Smallville, Scrubs - Medici ai primi ferri
- Alessandro Rigotti in The Guardian, CSI: NY
- Francesco Prando in Le colline hanno gli occhi 2
- Luca Bottale in Jake 2.0
- Marco Benvenuto in Rizzoli & Isles
- Riccardo Scarafoni in FlashForward
- Stefano De Filippis in Johnny Tsunami - Un surfista sulla neve